# Nylands och Tavastehus dragonregemente
Nylands och Tavastehus dragonregemente var ett dragonregement åren 1721-1791. Före år 1721 var regementet ett kavalleriförband inom svenska armén som verkade i olika former åren 1618–1721. Förbandsledningen var förlagd i Nylands och Tavastehus län i Finland.

## Historia

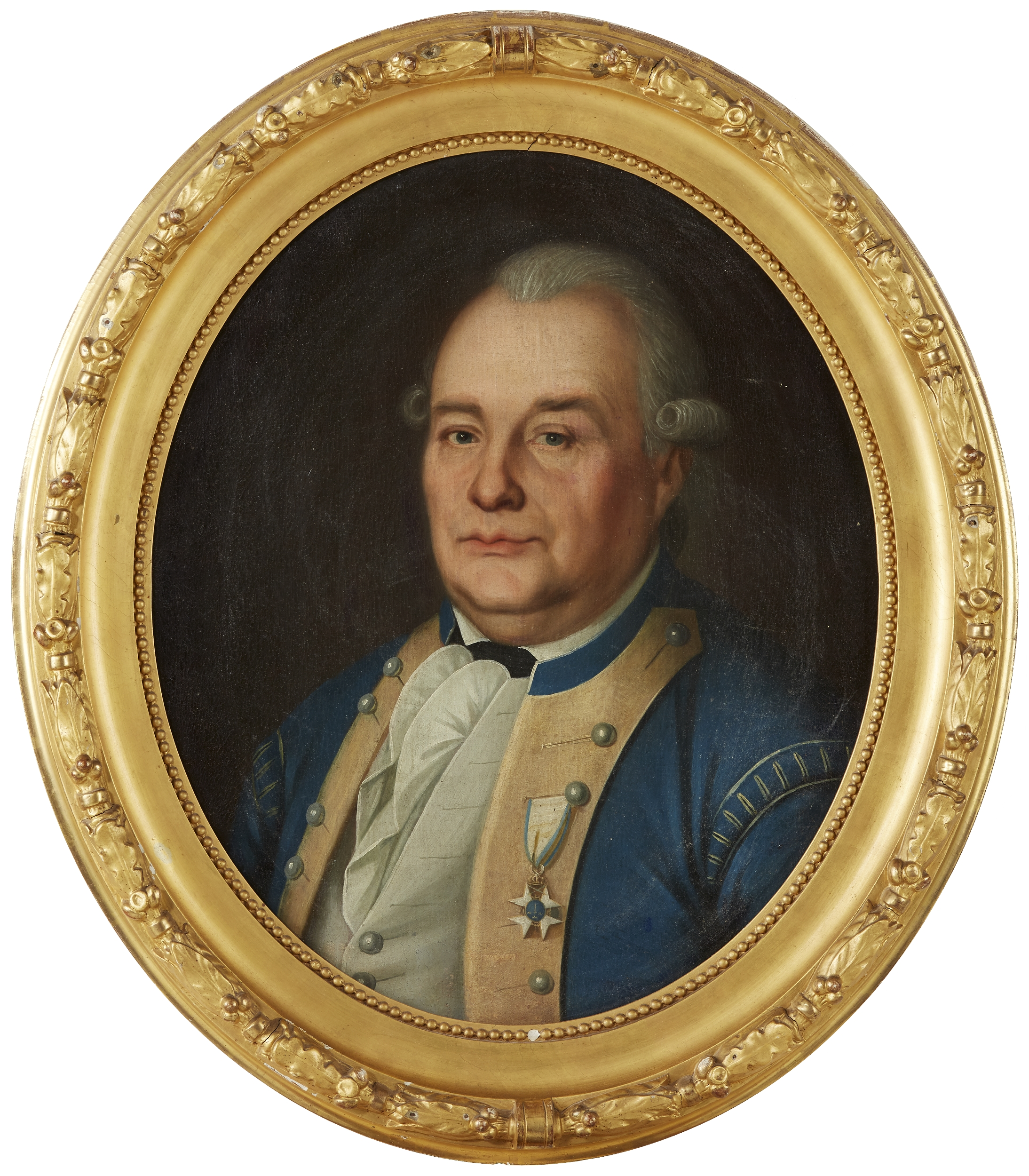
Carl Fredrik Ekestubbe i regementets uniform m/1779, med Svärdsorden på bröstet. Avporträtterad runt 1780 av Emanuel Thelning.

Nylands och Tavastehus läns kavalleriregemente härstammar från Nylands ryttare, uppsatta år 1618. Uppsatt år 1632 som Nylands och Tavastehus läns kavalleriregemente och blev på 1690-talet indelt. I 1634 års regeringsform benämns regementet som ”Tavastlands och Nylands ryttare”. Kavalleriregementets första chef var Lennart Stålhandske. Regementet överfördes våren 1700 till Livland och kom där att ingå i Wellingks avdelning. Från år 1702 ingick huvuddelen av regementet i huvudhären. Regementet deltog i slaget vid Fraustadt 1706 där dom förlorade runt 20 stupade och regementschefen överste Didrik Fredrik Patkull blev sårad i armen av en kula. Efter slaget vid Poltava den 28 juni 1709 var regementet med vid kapitulation i Perevolotjna några dagar senare. 
Efter att regementet kapitulerade och upplöstes, kom det att sättas upp på nytt år 1709, genom att Nylands och Tavastehus läns fördubblingskavalleriregemente ersatte det upplösta regementet. Regementet deltog i det norska fälttåget 1718 där de ingick i general Armfeldts avdelning om 7 500 man som i augusti 1718 gick in i Norge från Jämtland. Regementets chef vid Poltava överste Anders Torstensson greve (sonson till Lennart Torstensson slagets ende svenske hjälte han dog tillsammans med större delen av sitt regemente på slagfältet).

### Nylands och Tavastehus dragonregemente
Regementet omorganiseras år 1721 till dragonregemente. År 1791 omorganiserades regementet till lätt infanteri. Den norra bataljonen införlivades med Tavastehus läns infanteriregemente som detta regementes tredje eller jägarbataljon. Den södra bataljonen (Livbataljonen) införlivades med Nylands infanteriregemente. Redan 1792 återuppsattes två av regementets skvadroner, Majorens eller Borgå skvadron samt Helsing skvadron. Dessa ingick i Karelska dragonkåren fram till 1803 när Nylands lätta dragonkår bildades.

## Fälttåg
- Trettioåriga kriget 1630–1648
- Stora nordiska kriget 1700–1721

## Ingående enheter
Vid generalmönstringen 1775 bestod regementet av följande kompanier;
| 1690 - Norra bataljonen - Överstelöjtnantens skvadron - Nedre Hållola Skvadron - Övre Hållola Skvadron - Säxmäki Skvadron - Södra bataljonen - Livskvadronen - Majorens (Borgå) skvadron - Helsing skvadron - Raseborgs skvadron | 1775 - Livkompaniet - Överstelöjtnantens kompani - Majorens kompani - Sekundmajorens kompani - Raseborgs kompani - Sääksmäki kompani - Borgå kompani - Övre Hollola kompani |

## Förbandschefer
- 1625–1632: Åke Tott
- 1632–1644: Torsten Stålhandske
- 1644–1656: Henrik Horn
- 1656–1669: Johan Galle
- 1669–16??: Claes Uggla
- ????-????: Baranoff
- 1677–1678: Fritz Wachtmeister
- 1678–1687: Otto Vellingk
- 1687–1700: Johan Ribbing
- 1700–1701: Adrian Magnus Klingsporre
- 1701–1706: Didrik Fredrik Patkull
- 1707–1709: Anders Torstenson (1676-1709)   †
- 1709–1713: Anders Erik Ramsay
- 1713–1717: Reinhold Johan de la Barre
- 1717–1719: Berndt Wilhelm von Rehbinder
- 1719–1725: Robert Fredrik de la Barre
- 1725–1728: Axel Erik Roos
- 1728–1739: Carl Henrik Wrangel
- 1739–1742: Johan Carl Ramsay
- 1743–1746: Gustaf Fredrik Güntherfelt
- 1746–1759: Lars Åkerhielm
- 1759–1762: Herman Fleming
- 1762–1767: Gustaf Crispin Jernfeltz
- 1768–1769: Casimir Lewenhaupt
- 1769–1772: Jakob Magnus Sprengtporten
- 1772–1776: Johan von Schwartzer
- 1776–1777: Erik Johan Stjernvall
- 1777–1779: Georg Gustaf Wrangel af Adinal
- 1779–1791: Robert Montgomery

## Namn, beteckning och förläggningsort
| Nylands ryttare                                | 1618-??-?? | – | 1632-??-?? |
| Nylands och Tavastehus läns ryttare            | 1632-??-?? | – | 169?-??-?? |
| Nylands och Tavastehus läns kavalleriregemente | 169?-??-?? | – | 1709-07-01 |
| Nylands och Tavastehus läns kavalleriregemente | 1709-??-?? | – | 1721-??-?? |
| Nylands och Tavastehus dragonregemente         | 1721-??-?? | – | 1791-??-?? |

| Raseborgs kungsgård, Karis | 1618-??-?? | – | 1791-??-?? |
| Poldinaho                  | 1618-??-?? | – | 1791-??-?? |